# پرسیوال پرنتیس
پرسیوال پرنتیس (به انگلیسی: Percival_Prentice) یک هواگرد ملخ‌پیشین تک‌موتوره از نوع Military هواپیمای آموزشی ساخت شرکت Percival است. هواگرد پرسیوال پرنتیس نخستین پروازش را در ۳۱ مارس ۱۹۴۶ میلادی انجام داد. این هواگرد در سال نوامبر ۱۹۴۷ میلادی رسماً معرفی گردید و در سال‌های ۱۹۴۷–۱۹۴۹ تولید شده‌است. در مجموع، تعداد>۳۷۰ فروند از این هواگرد ساخته شده‌است.